# Articulata
Sous-classe
Articulata est une sous-classe de crinoïdes, qui contient selon certaines classifications jusqu'à 50 familles. 
Mais la répartition en ordres et sous-ordres varie grandement en fonction des classifications.

## Caractéristiques
Le calice est composé d'ossicules radiales et basales sans plaques anale chez l'adulte. Les plaques infrabasales, quoique présentes chez certains clades fossiles, sont absents ou relictuels dans les espèces actuelles. La bouche est exposée au centre de la surface du tegmen. Les nervures axiales sont comprises dans ces canaux pénétrant les plaques basales, radiales et brachiales. Les articulations des bras peuvent être musculaires ou ligamentaires, et les bras portent toujours des pinnules.

## Taxonomie
Le nom valide complet (avec auteur) de ce taxon est Articulata Zittel, 1879.
Ce taxon porte en français les noms vernaculaires ou normalisés suivants : Oxalide articulée, Oxalis articulé.

## Publication originale
- Miller JS (1821) A natural history of the Crinoidea or lily-shaped animals, with observations on the genera Asteria, Euryale, Comatula, and Marsupites. C. Frost. Bristol. 150 p., 50 pl. lire

## Liste des ordres et familles

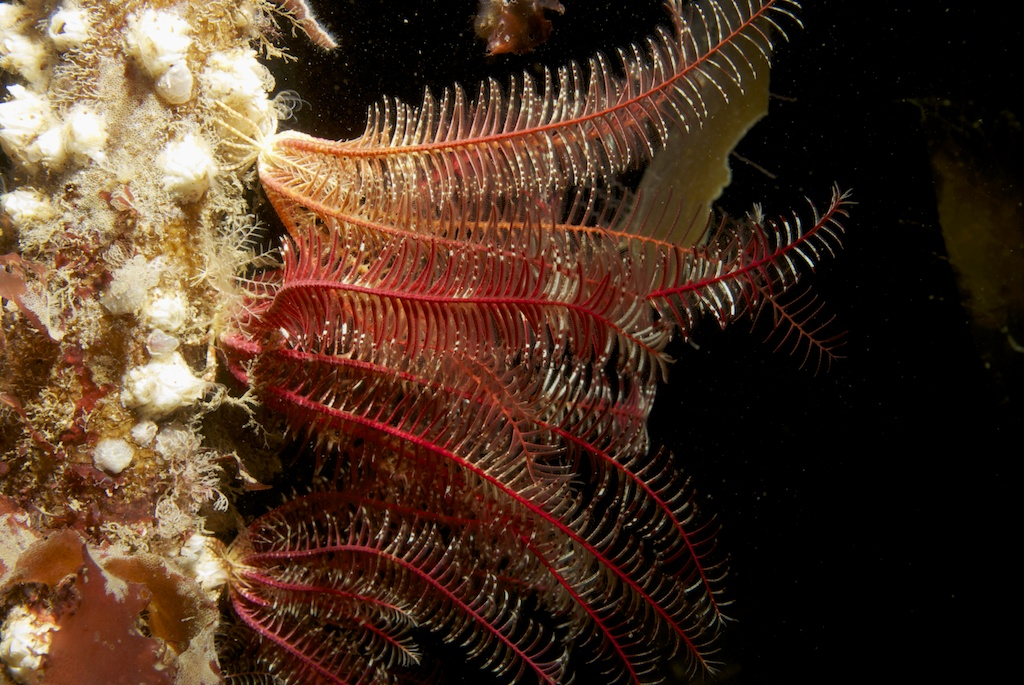
Antedon bifida.

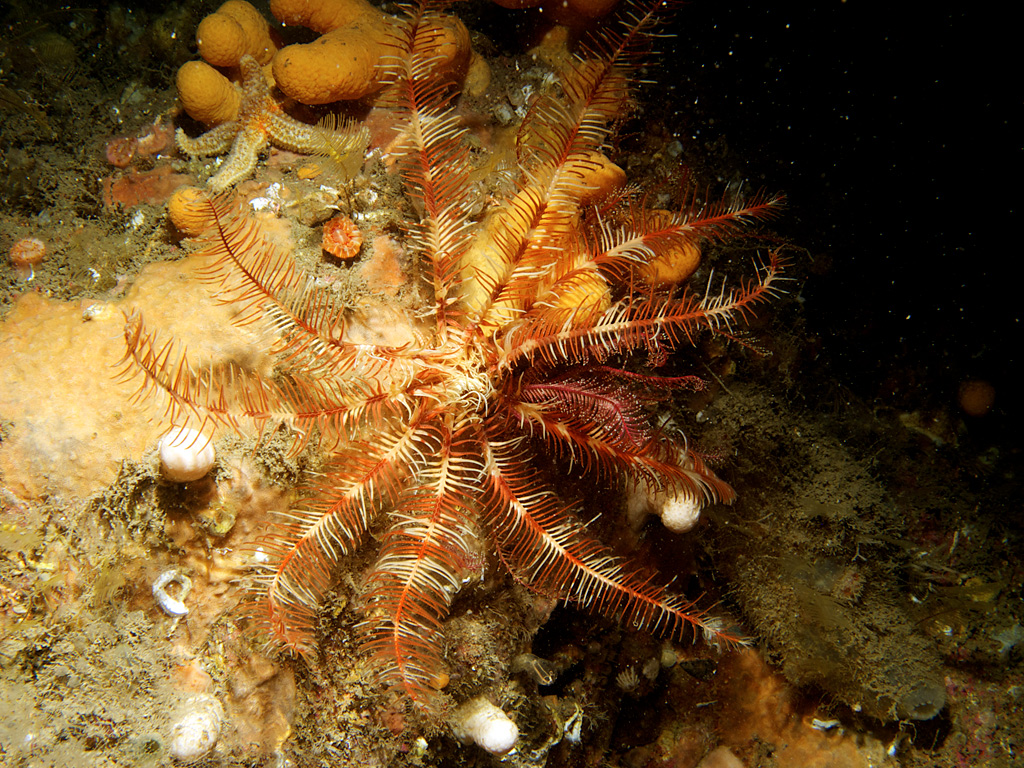
Antedon petasus.

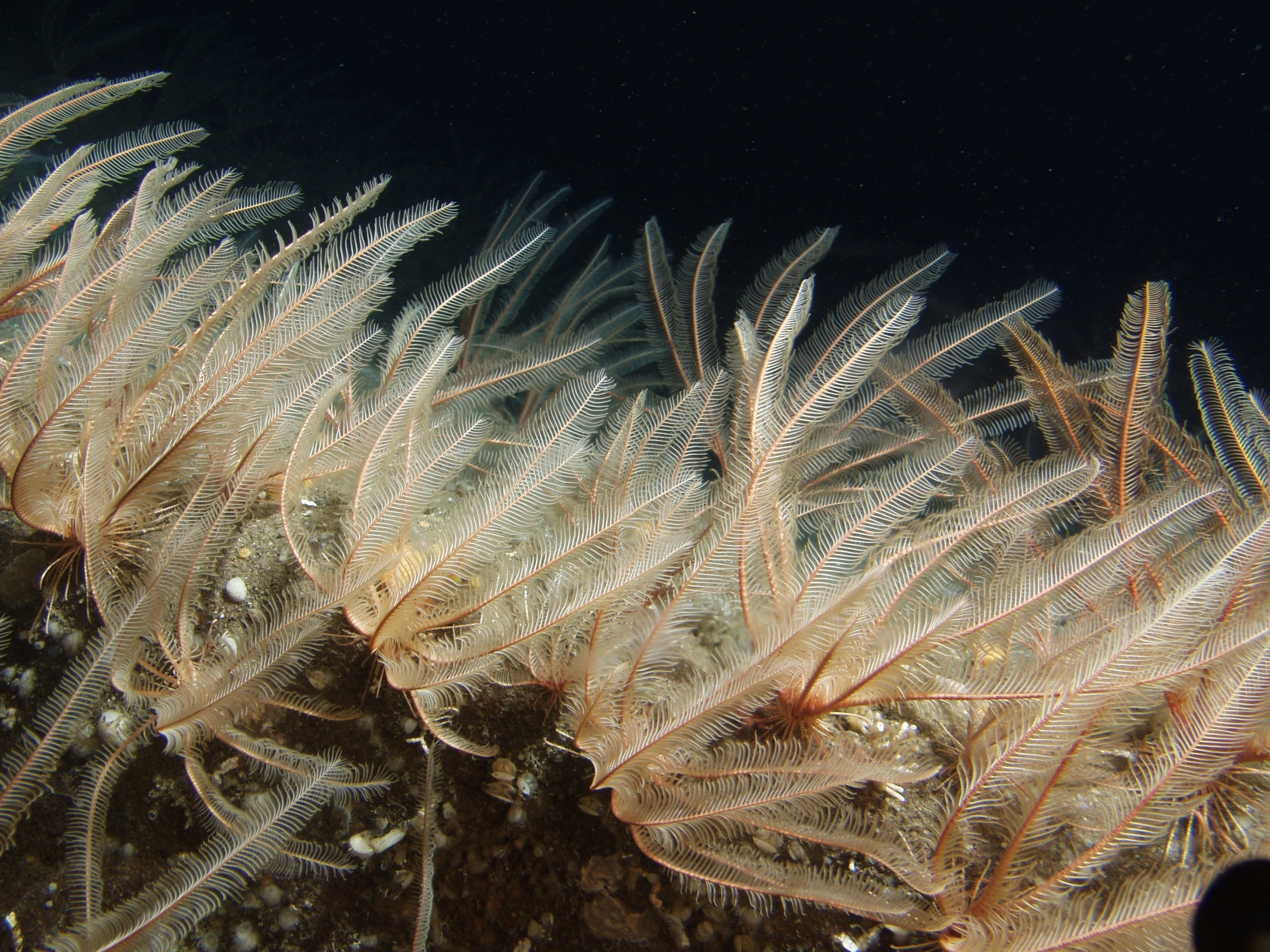
Florometra serratissima.

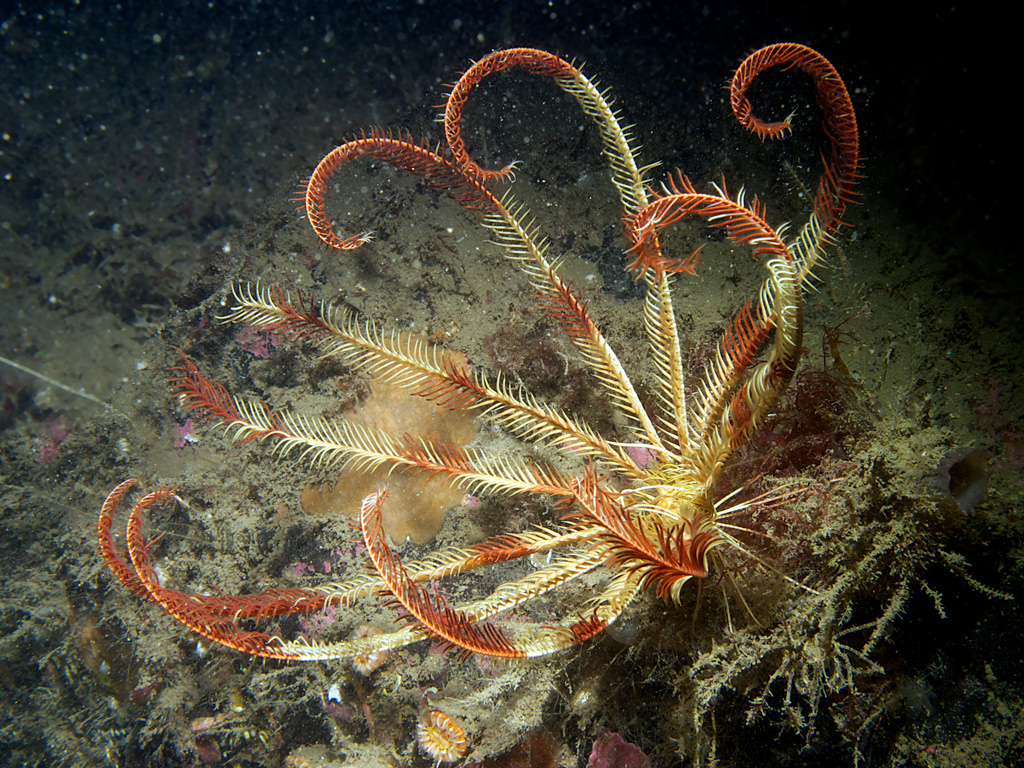
Leptometra celtica.

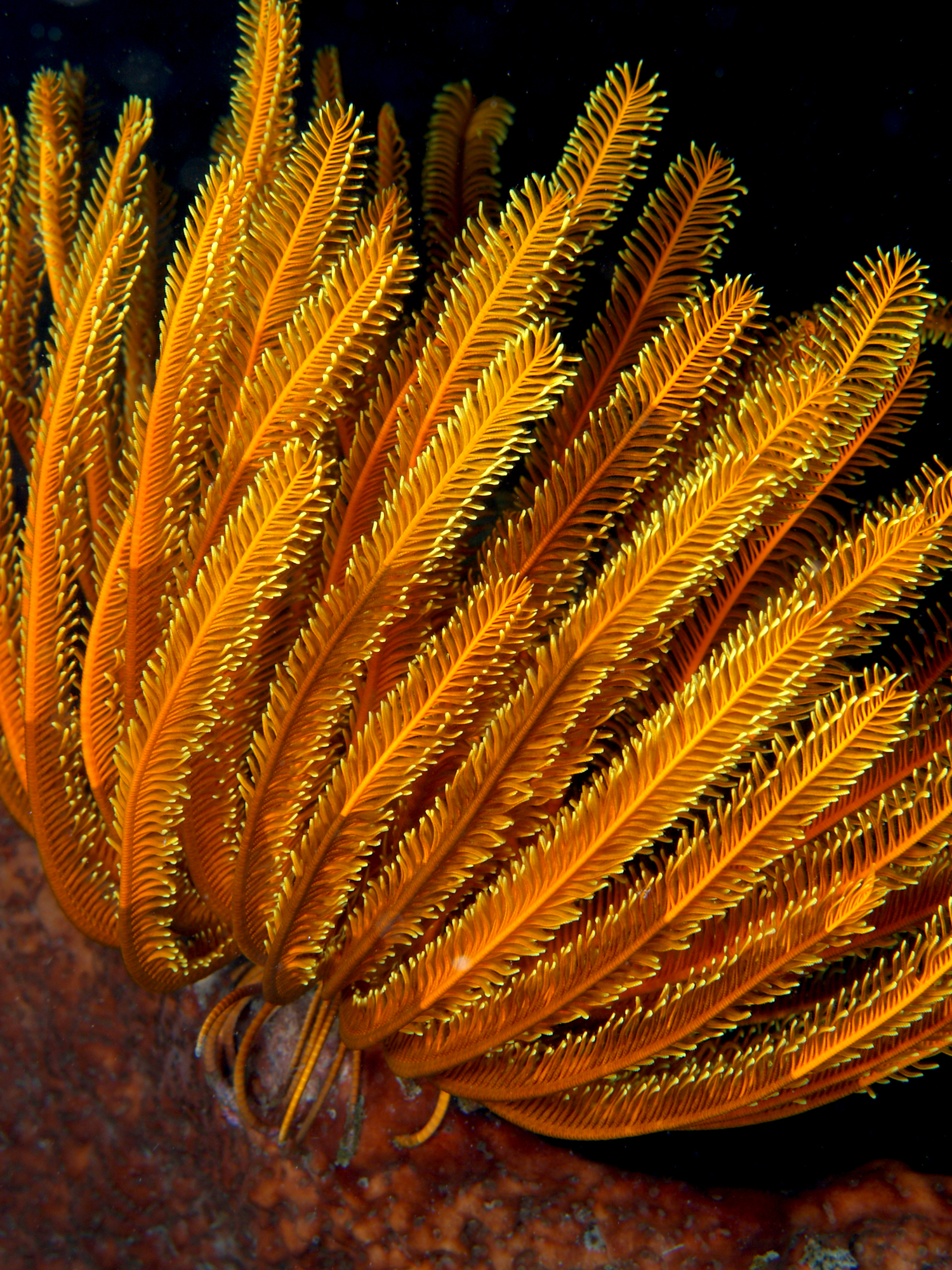
Comaster schlegelii.

| Selon World Register of Marine Species (8 avril 2015) : - ordre Comatulida Clark, 1908 - super-famille Antedonoidea Norman, 1865 - famille Antedonidae Norman, 1865 - famille Pentametrocrinidae AH Clark, 1908 - famille Zenometridae AH Clark, 1909 - super-famille Atelecrinoidea Bather, 1899 - famille Atelecrinidae Bather, 1899 - super-famille Comatuloidea Fleming, 1828 - famille Comatulidae Fleming, 1828 - super-famille Himerometroidea AH Clark, 1908 - famille Colobometridae AH Clark, 1909 - famille Eudiocrinidae AH Clark, 1907 - famille Himerometridae AH Clark, 1907 - famille Mariametridae AH Clark, 1909 - famille Zygometridae AH Clark, 1908 - super-famille Notocrinoidea Mortensen, 1918 - famille Aporometridae HL Clark, 1938 - famille Notocrinidae Mortensen, 1918 - super-famille Paracomatuloidea Hess, 1951 † - super-famille Tropiometroidea AH Clark, 1908 - famille Asterometridae Gislén, 1924 - famille Calometridae AH Clark, 1911 - famille Charitometridae AH Clark, 1909 - famille Ptilometridae AH Clark, 1914 - famille Thalassometridae AH Clark, 1908 - famille Tropiometridae AH Clark, 1908 - Comatulida incertae sedis - famille Atopocrinidae Messing, 2011 (in Hess & Messing, 2011) - famille Bathycrinidae Bather, 1899 - famille Bourgueticrinidae Loriol, 1882 - famille Guillecrinidae Mironov & Sorokina, 1998 - famille Phrynocrinidae AH Clark, 1907 - famille Septocrinidae Mironov, 2000 - ordre Cyrtocrinida - Sous-ordre Cyrtocrinina - famille Sclerocrinidae Jaekel, 1918 - Sous-ordre Holopodina - famille Eudesicrinidae Bather, 1899 - famille Holopodidae Zittel, 1879 - ordre Encrinida † - ordre Hyocrinida - famille Hyocrinidae Carpenter, 1884 - ordre Isocrinida - Sous-ordre Isocrinina - famille Cainocrinidae Simms, 1988 - famille Isocrinidae Gislén, 1924 - famille Isselicrinidae Klikushkin, 1977 - famille Proisocrinidae Rasmussen, 1978 - Sous-ordre Pentacrinitina † - ordre Millericrinida † | Selon ITIS (2 décembre 2013) et Animal Diversity Web (2 décembre 2013) : - ordre Bourgueticrinida - famille Bathycrinidae - ordre Comatulida A. H. Clark, 1908 - sous-ordre Macrophreata A. H. Clark, 1909 - famille Antedonidae Norman, 1865 - famille Atelecrinidae - famille Notocrinidae - famille Pentametrocrinidae - sous-ordre Oligophreata A. H. Clark, 1909 - famille Calometridae - famille Charitometridae - famille Colobometridae - famille Comasteridae Clark, 1908 - famille Eudiocrinidae - famille Himerometridae - famille Mariametridae - famille Thalassometridae - famille Tropiometridae - famille Zygometridae Selon NCBI (2 décembre 2013) : - ordre Bourgueticrinida - famille Bathycrinidae - ordre Comatulida - famille Antedonidae - famille Aporometridae - famille Comasteridae - famille Mariametridae - ordre Isocrinida - famille Isocrinidae - famille Hemicrinidae |

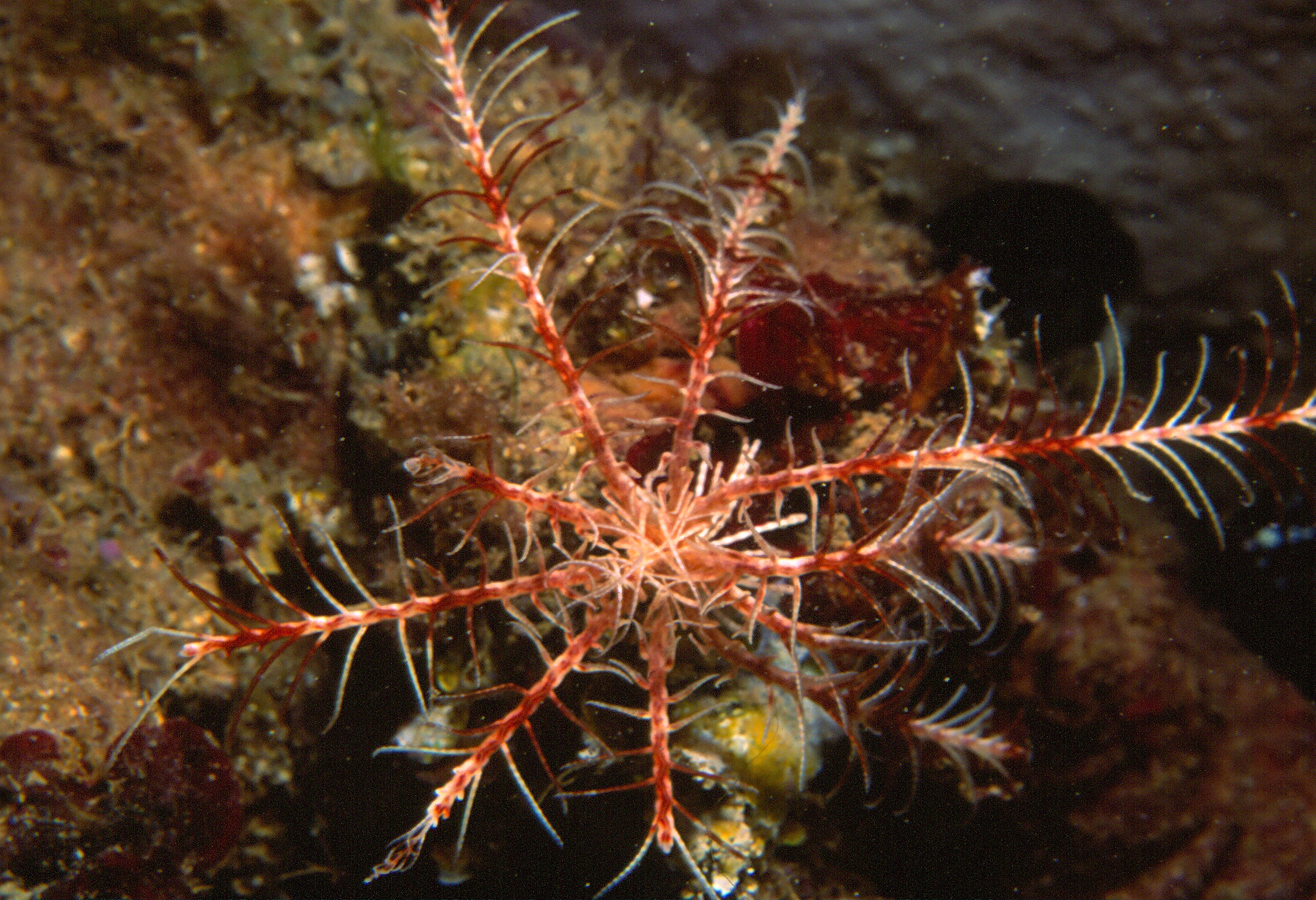
Antedon mediterranea, une Antedonidae
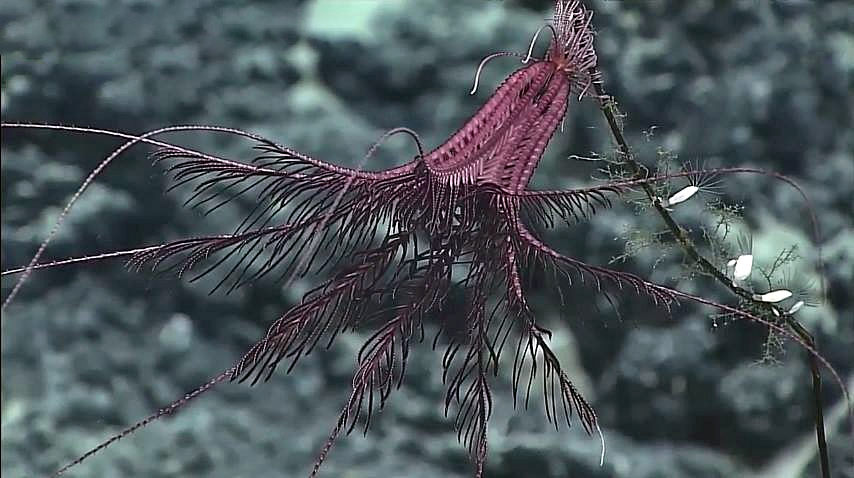
Sarametra triserialis, une Zenometridae
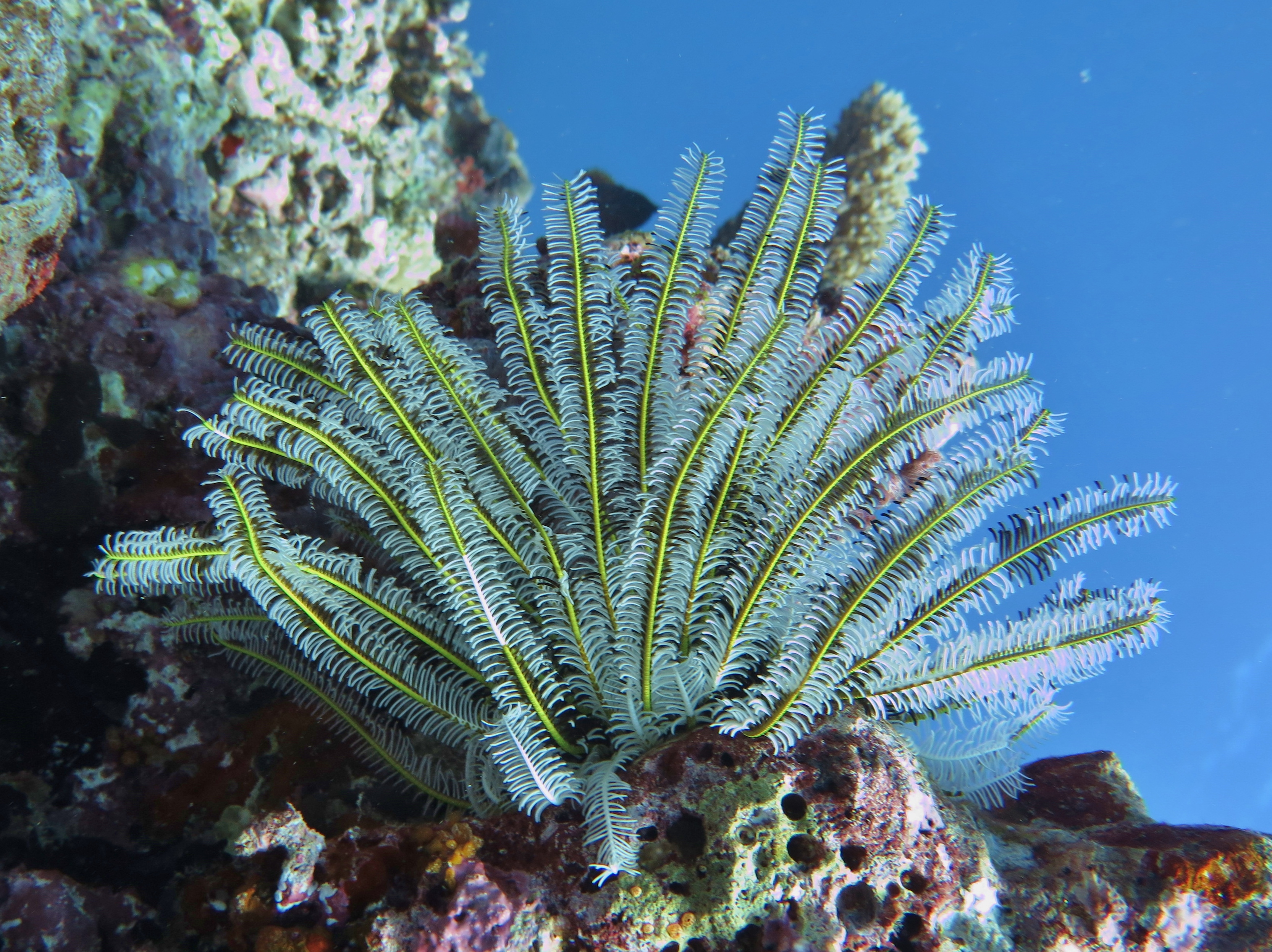
Comaster schlegelii, une Comatulidae
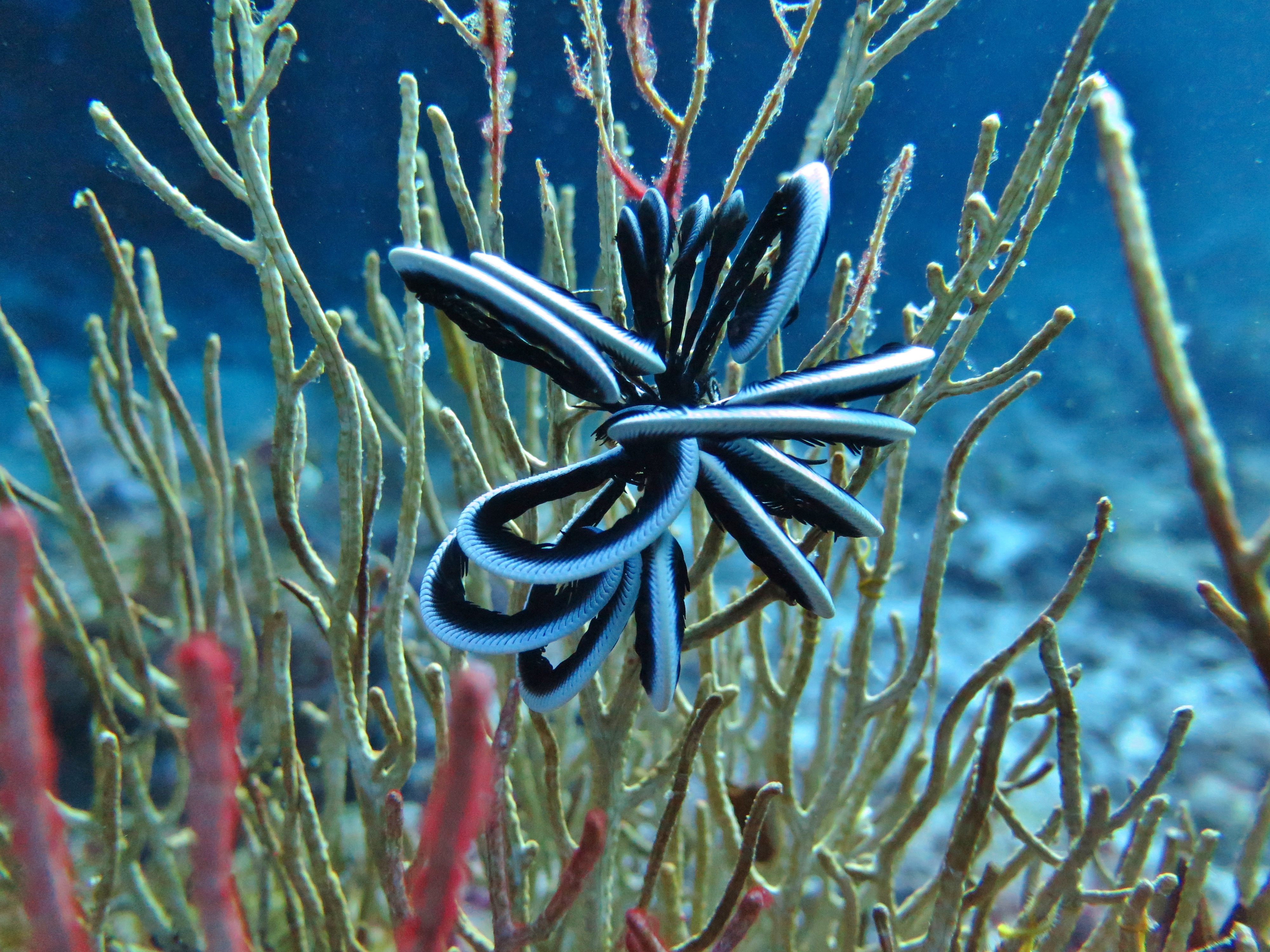
Cenometra bella, une Colobometridae
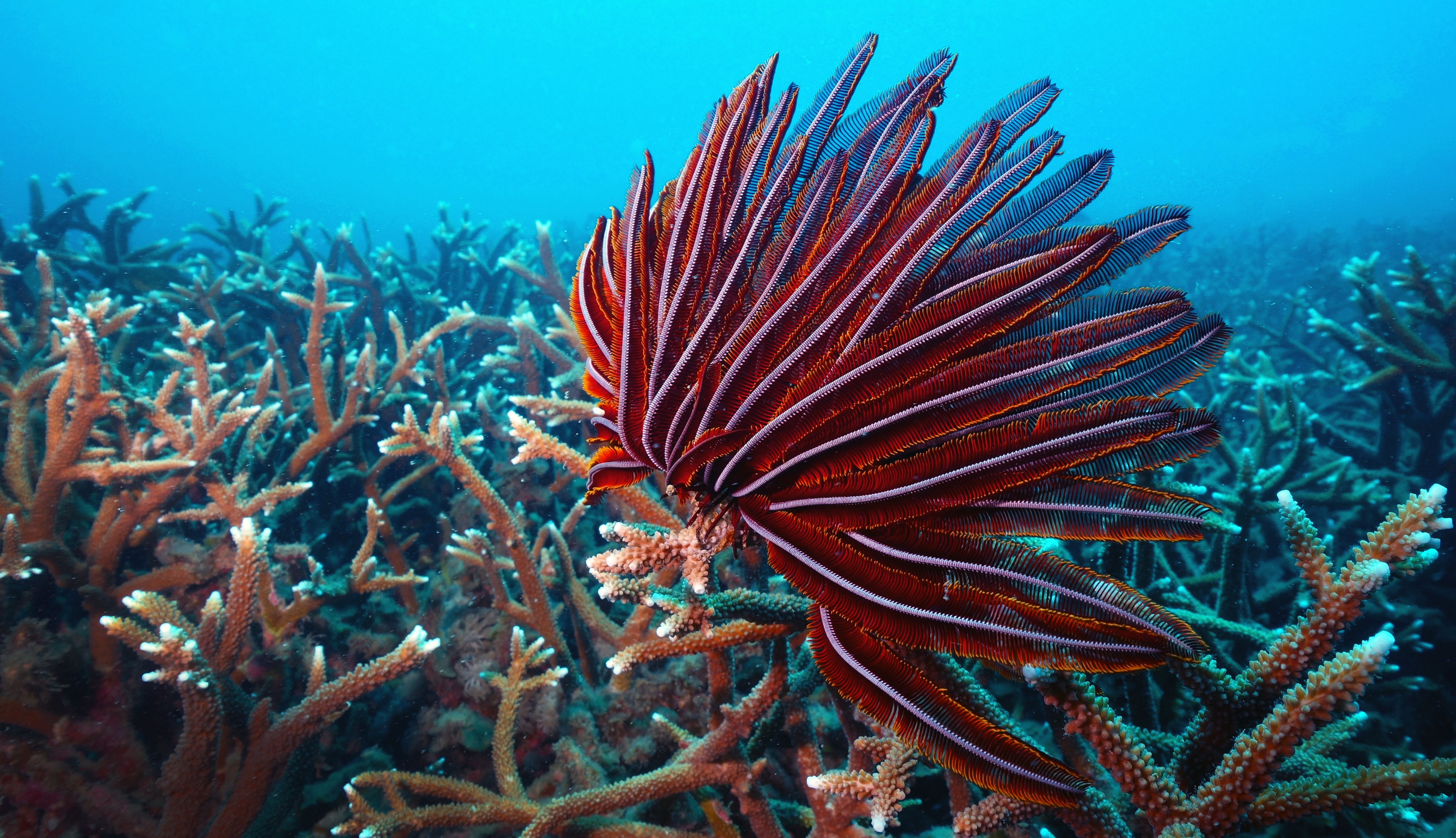
Himerometra robustipinna, une Himerometridae
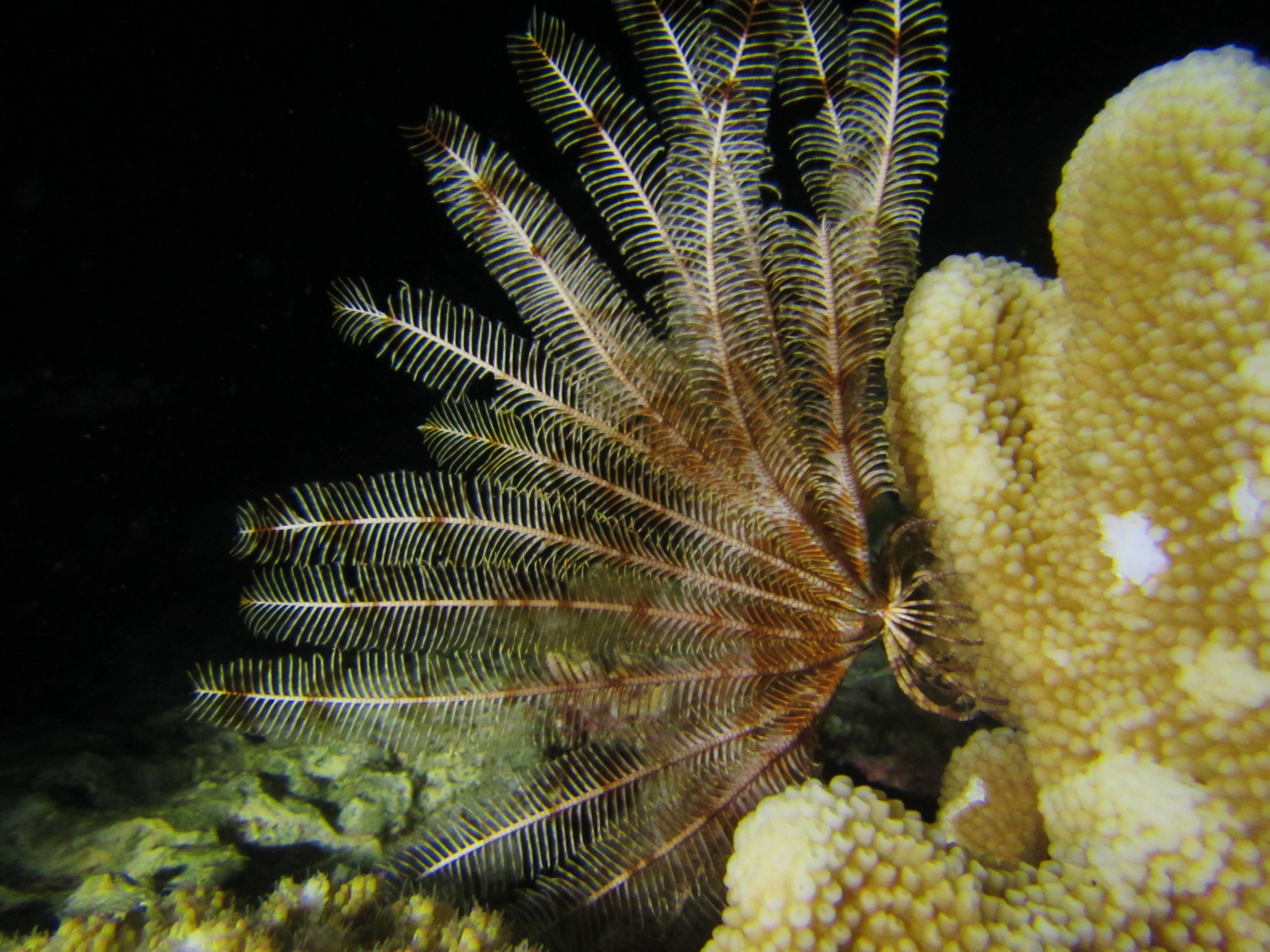
Stephanometra indica, une Mariametridae
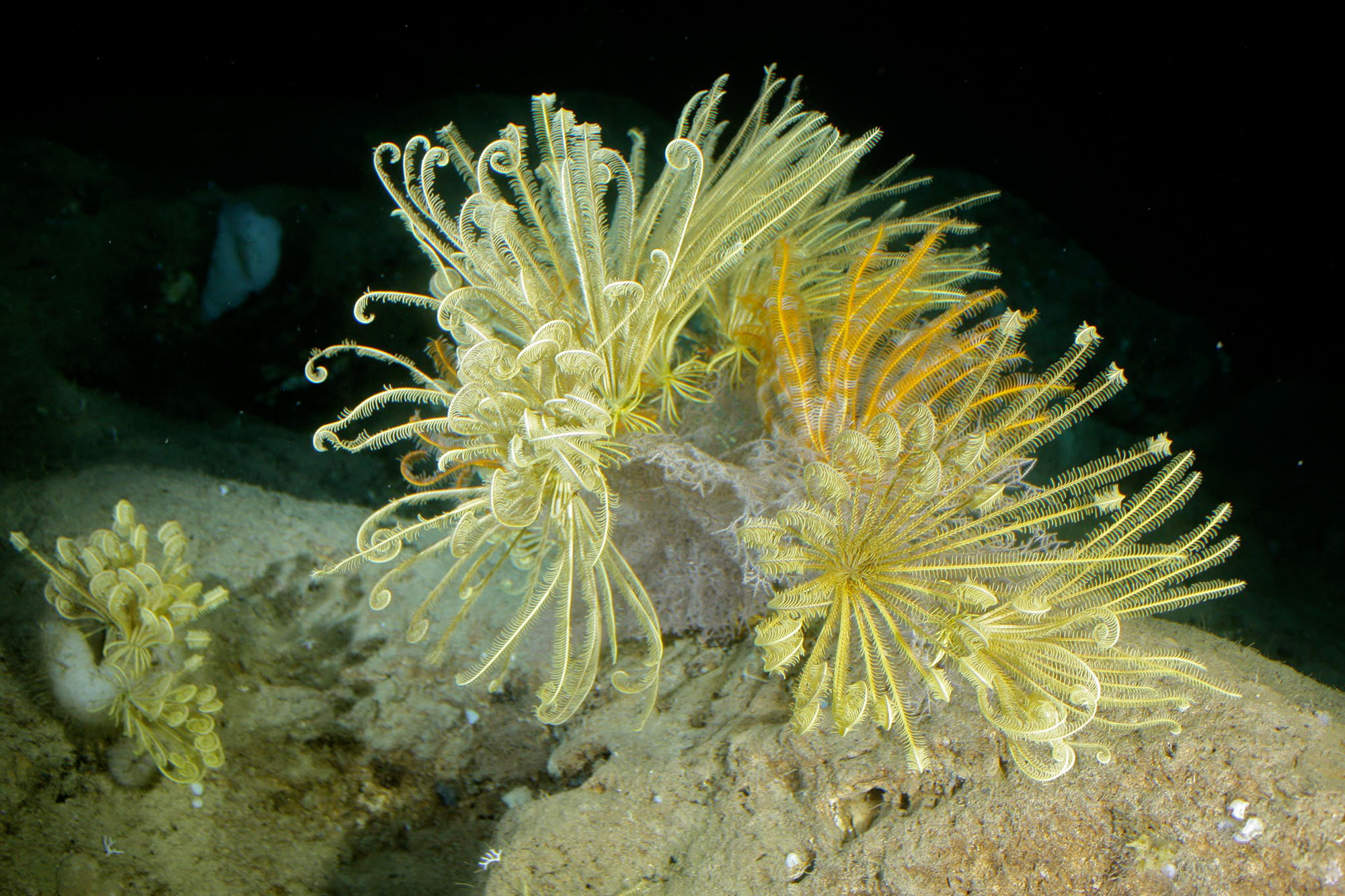
Crinometra brevipinna (individus pâles), une Charitometridae
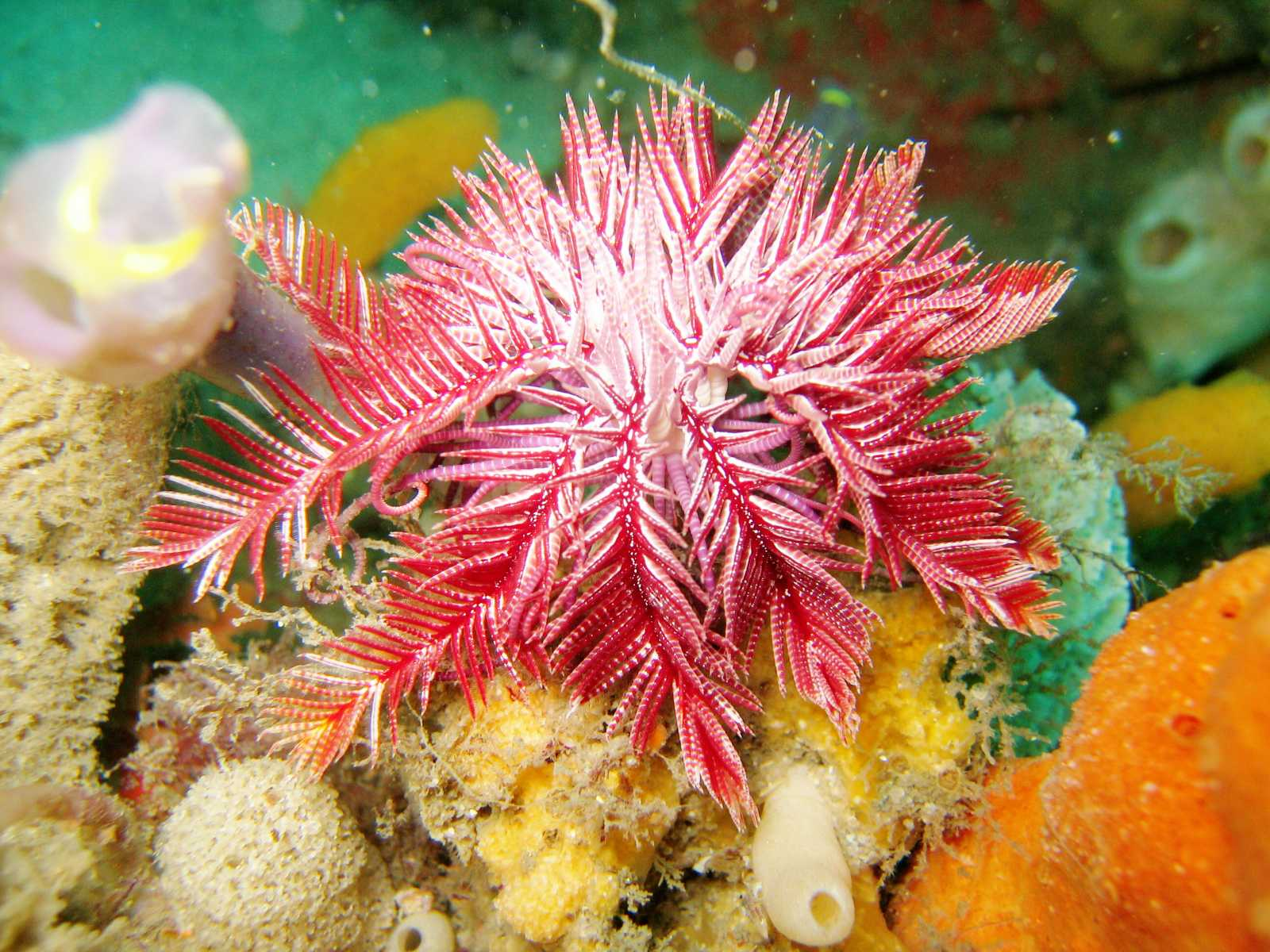
Ptilometra australis, une Ptilometridae
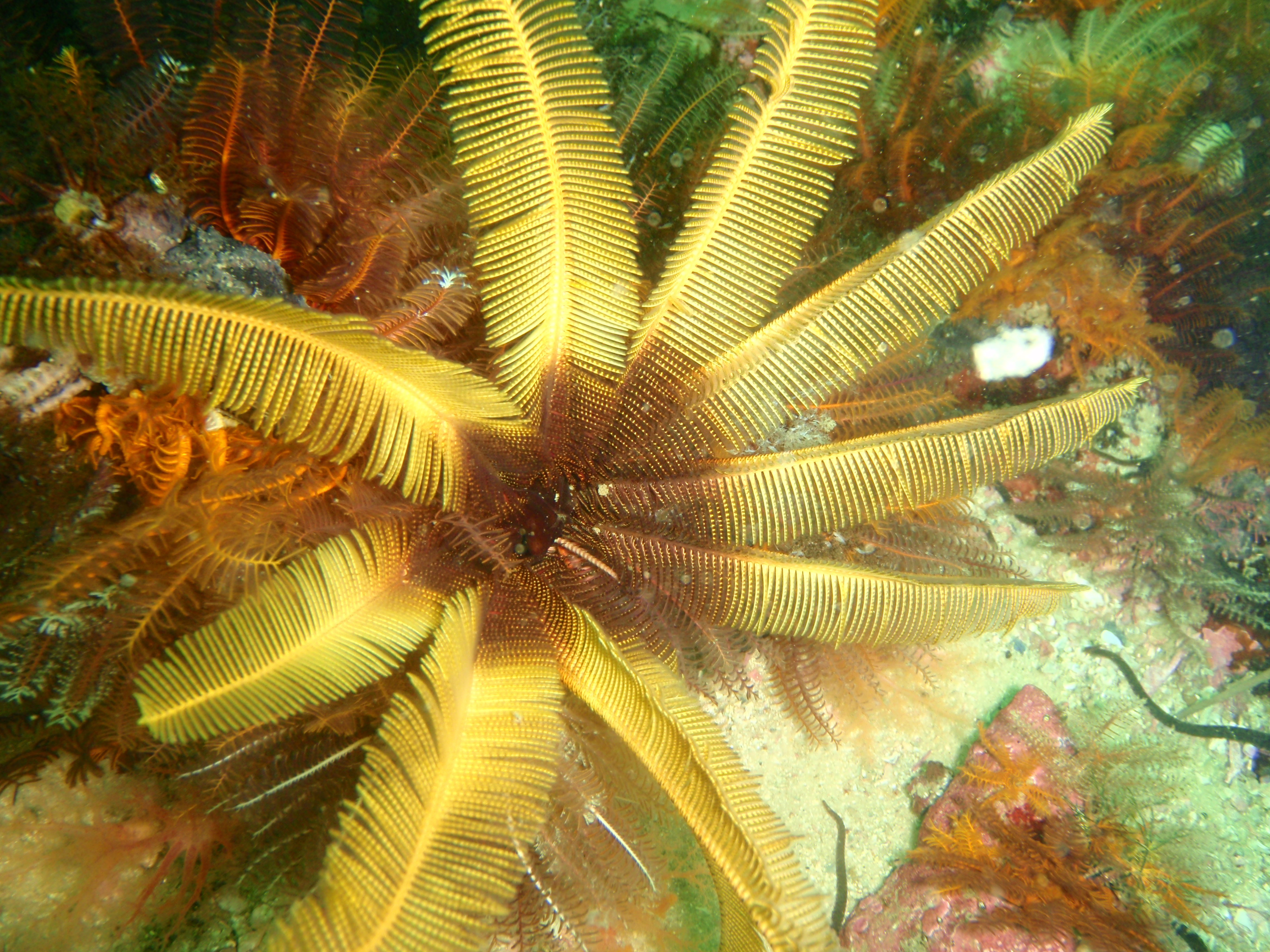
Tropiometra carinata, une Tropiometridae
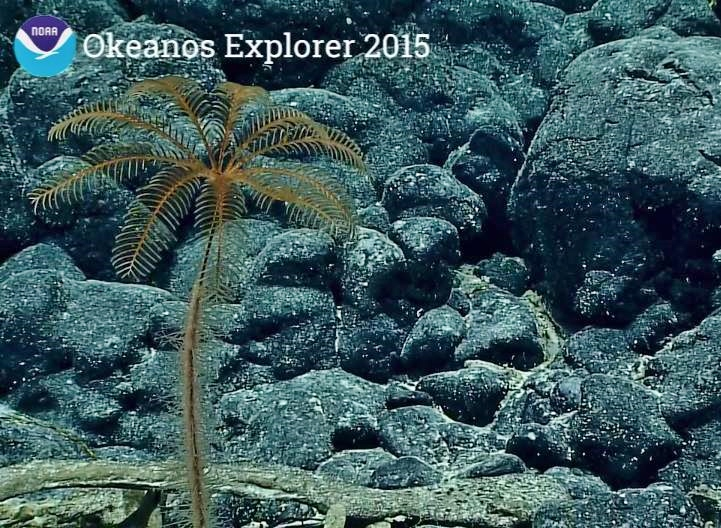
Une Bathycrinidae
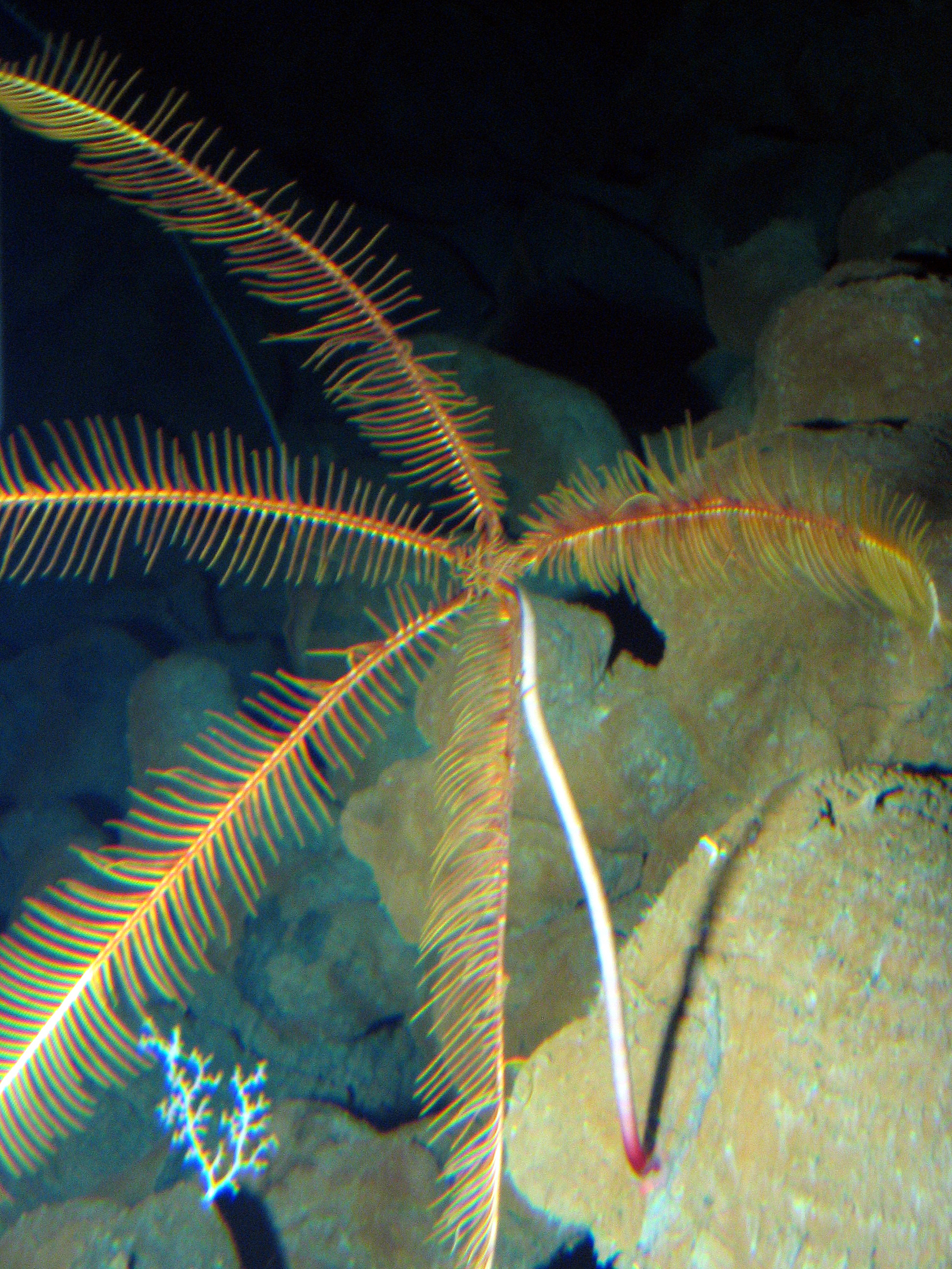
Guillecrinus neocaledonicus, une Guillecrinidae
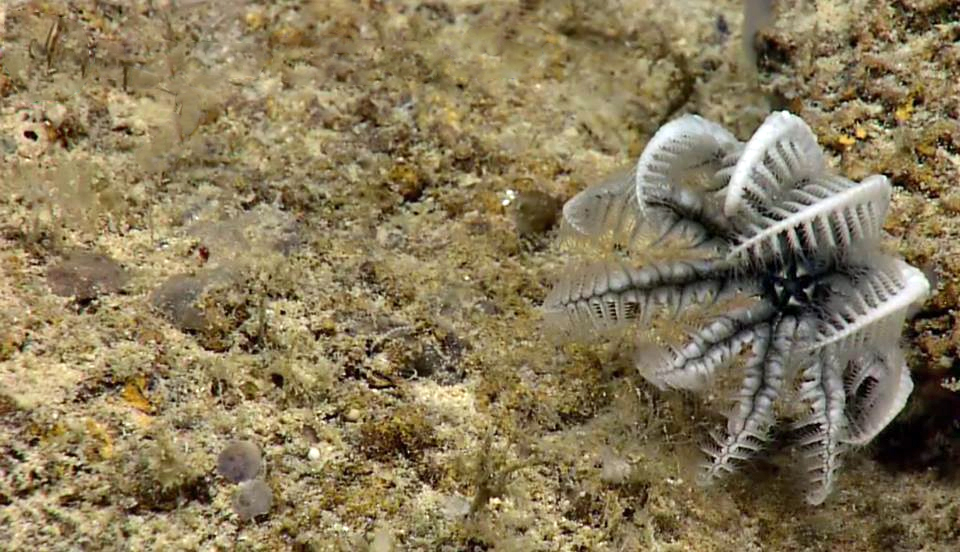
Holopus sp., une Cyrtocrinida
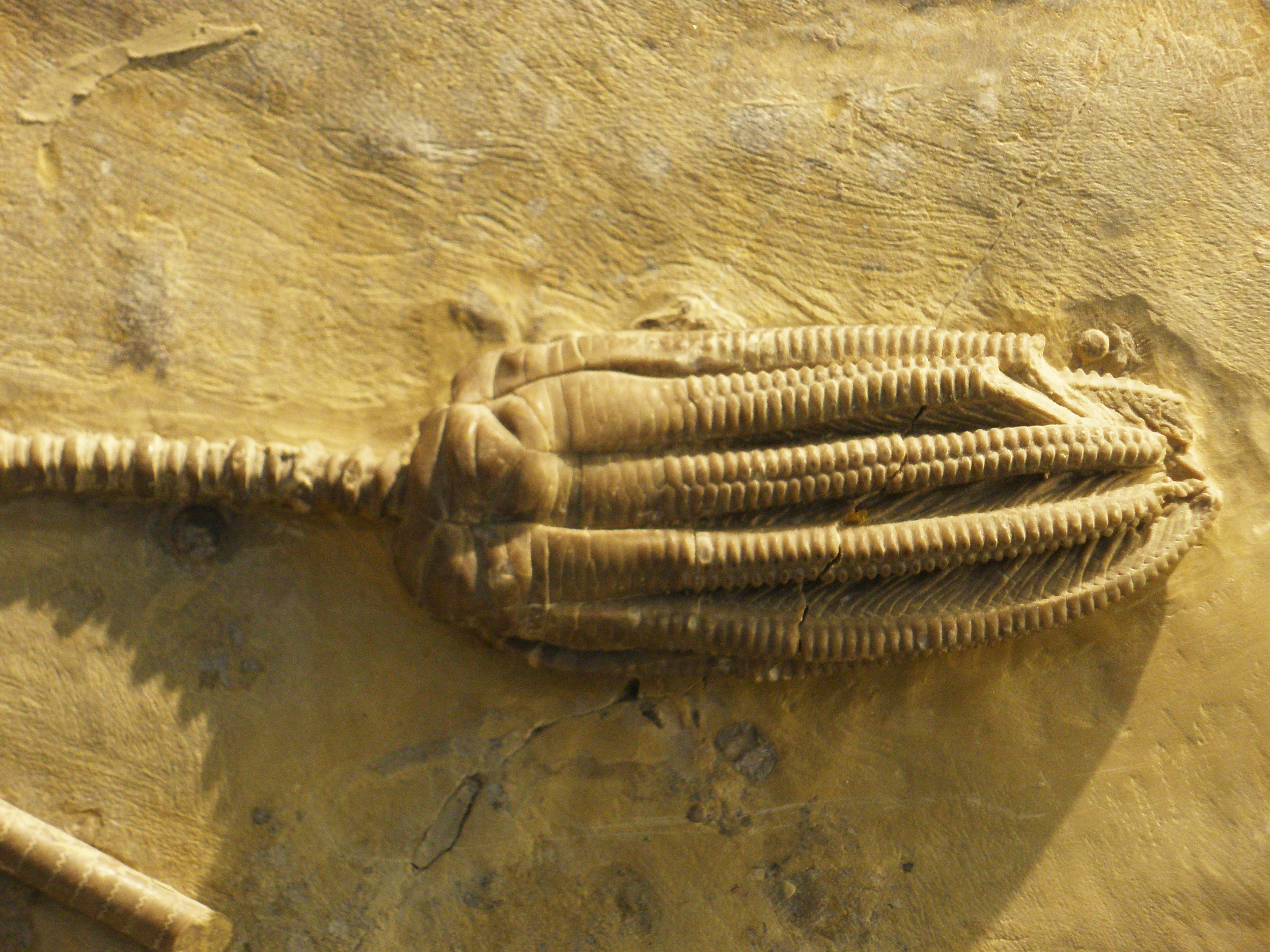
Fossile d'Encrinus liliformis, une Encrinida
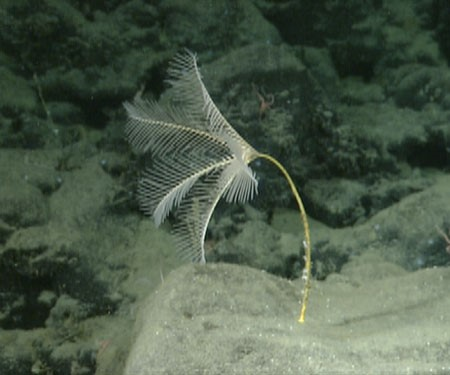
Hyocrinus sp., une Hyocrinida
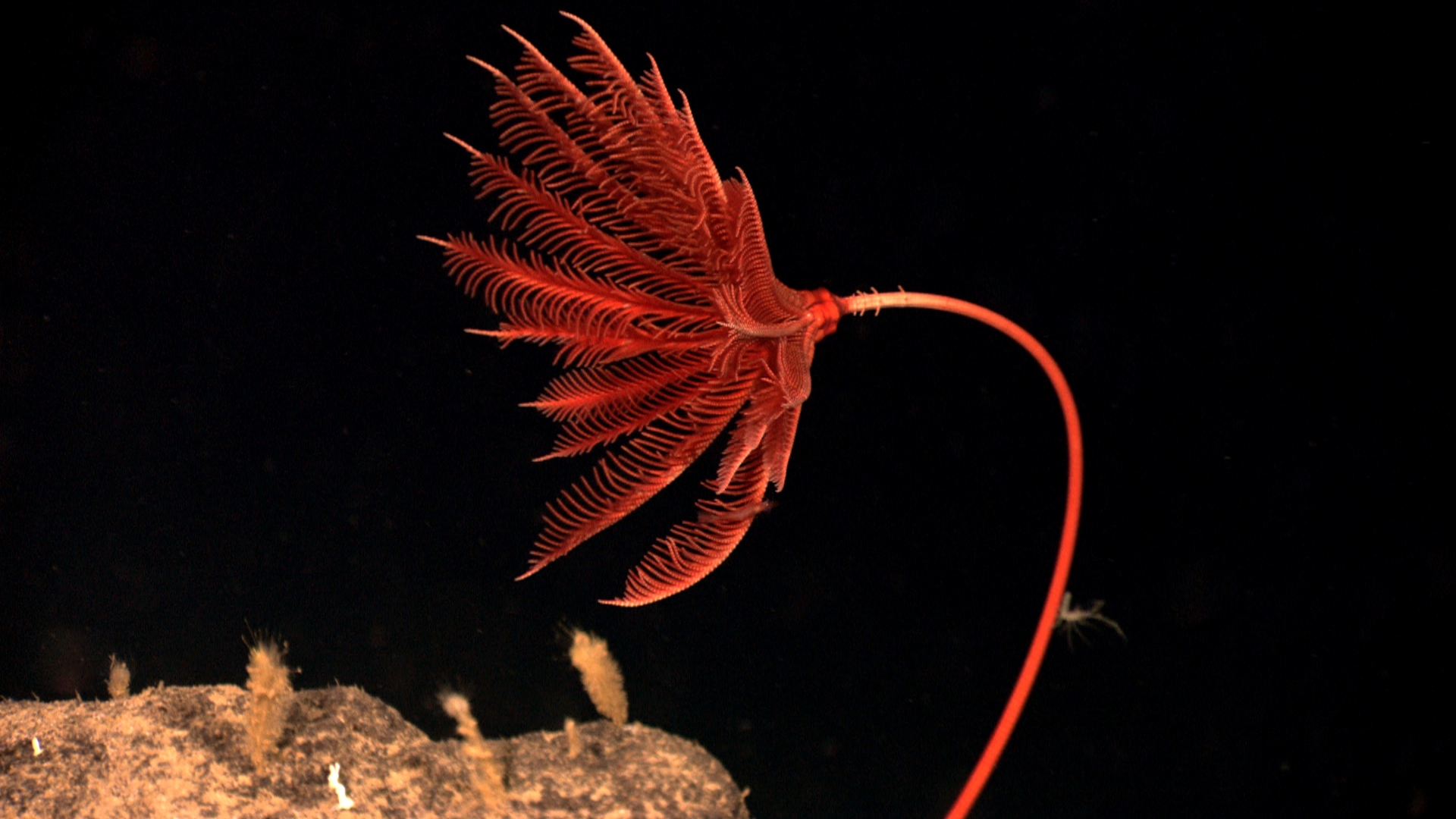
Proisocrinus ruberrimus, une Isocrinida